# Metabolismus nukleových kyselin

Složení nukleotidů, které tvoří nukleové kyseliny

Metabolismus nukleových kyselin je proces, kterým se syntetizují a degradují nukleové kyseliny (DNA a RNA); nukleové kyseliny jsou polymery nukleotidů. Syntéza nukleotidů je anabolický mechanismus, který obecně zahrnuje chemickou reakci fosfátu, pentózového monosacharidu a dusíkaté báze. Rozpad nukleové kyseliny je katabolickou reakcí. Kromě toho mohou být části nukleotidů nebo nukleových bází zachovány, aby se vytvořily nové nukleotidy. Syntézní a degradační reakce vyžadují k usnadnění procesu enzymy. Vady nebo nedostatek těchto enzymů mohou vést k různým chorobám.

## Syntéza nukleových kyselin
Nukleotidy mohou být rozděleny na puriny a pyrimidiny. Obě skupiny jsou primárně produkované v játrech a obě obsahují cukr a fosfát, jen obsahují dusíkaté báze různých velikostí. Z tohoto důvodu jsou obě skupiny syntetizovány odlišnými způsoby. Nicméně, všechny syntézy nukleotidů vyžadují použití fosforibosylpyrofosfátu (PRPP), který dodává ribosu a fosfát potřebný k tvobrbě nukleotidu.

### Purinová syntéza

Původ atomů tvořících purin

Adenin a guanin jsou dva nukleotidy klasifikované jako puriny. Při syntéze purinu se PRPP mění na inosinmonofosfát (IMP). Produkce IMP z PRPP vyžaduje, kromě jiného glutamin, glycin, aspartát a 6 ATP. IMP se pak převede na AMP (adenosinmonofosfát) za použití GTP a aspartátu, který se převede na fumarát. Zatímco IMP může být přímo přeměněn na AMP, syntéza GMP (guanosinmonofosfát) vyžaduje meziproces, ve kterém se užije NAD+ pro vytvoření meziproduktu xanthosin monofosfát (XMP). XMP se pak přemění na GMP hydrolázou jednoho ATP a konverzí glutaminu na glutamát.  AMP a GMP pak mohou být přeměněny na ATP a GTP kinázami, které přidávají další fosfáty.
ATP stimuluje produkci GTP, zatímco GTP stimuluje produkci ATP. Tato křížová regulace udržuje relativní množství ATP a GTP stejné. Přebytek jednoho nukleotidu by mohl zvýšit pravděpodobnost mutací DNA, kde je vložen nesprávný purinový nukleotid.
Lesch-Nyhanův syndrom je způsoben nedostatkem hypoxanthin-guanin fosforibozyltransferázy (HGPRT), což je enzym, který katalyzuje reverzibilní reakci produkce guaninu z GMP. Jedná se o vrozenou vadu spojenou s pohlavím, která způsobuje nadprodukci kyseliny močové spolu s mentální retardací, spasticitou a nutkavostí k sebepoškozování.

### Syntéza pyrimidinu

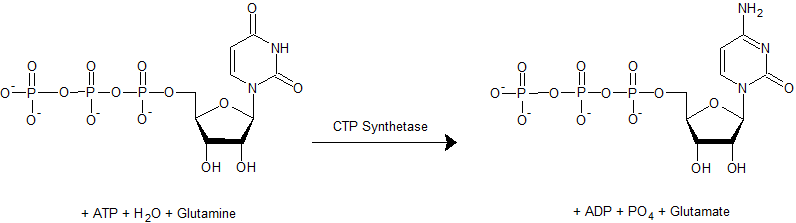
Uridin-trifosfát (UTP), vlevo, reaguje s glutaminem a jinými chemickými látkami za vzniku cytidin-trifosfátu (CTP) vpravo.

Pyrimidinové nukleotidy zahrnují cytidin, uridin a thymidin. Syntéza pyrimidinového nukleotidu začíná tvorbou uridinu. Tato reakce vyžaduje aspartát, glutamin, hydrogenuhličitan a 2 ATP molekuly (k zajištění energie), stejně jako PRPP, který poskytuje monofosfát ribózy. Na rozdíl od syntézy purinu se skupina cukru a fosfátu z PRPP přidává k dusíkaté báziaž na konci procesu. Po syntéze uridin-monofosfátu může reagovat s 2 ATP za vzniku uridin-trifosfátu (UTP). UTP může být konvertován na CTP (cytidin-trifosfát) v reakci katalyzované CTP syntetázou. Syntéza thymidinu vyžaduje nejprve redukci uridinu na deoxyuridin ( viz následující část ), než může být báze methylována za vzniku thymidinu.
ATP jako purinový nukleotid je aktivátorem syntézy pyrimidinu, zatímco CTP jako pyrimidinový nukleotid je inhibitorem syntézy pyrimidinu. Tato regulace pomáhá udržovat množství purinu / pyrimidinu podobná, což je výhodné, protože pro syntézu DNA jsou požadovány stejné množství purinů a pyrimidinů.
Nedostatky enzymů zapojených do syntézy pyrimidinu mohou vést k genetické chorobě Orotické acidurie, která způsobuje nadměrné vylučování kyseliny orotické v moči.  

### Konverze nukleotidů na deoxynukleotidy
Nucleotidy jsou zpočátku vyrobeny s ribózou jako cukrovou složkou, což je znak RNA. DNA však vyžaduje deoxyribbosu, u které na ribóze chybí 2'-hydroxylová (-OH skupina). Reakce k odstranění tohoto hydroxylu je katalyzována ribonukleotidovou reduktázou. Tento enzym přeměňuje NDPs (nukleosid- difosfát ) na dNDPs (deoxy nukleosid difosfát). Nukleotidy musí existovat v podobě difosfátu, aby došlo k reakci.
Za účelem syntézy thymidinu, což je složka DNA, která existuje pouze v deoxy formě, se uridin konvertuje na deoxyuridin ( ribonukleotidovou reduktázou ) a potom se methyluje thymidylát syntázou za vzniku thymidinu.

## Degradace nukleových kyselin

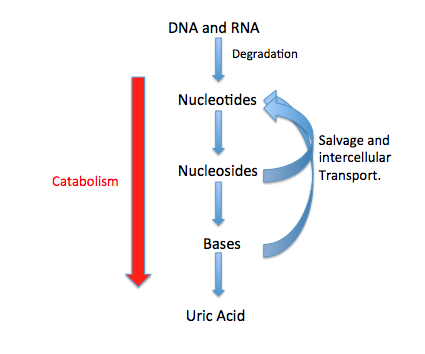
Obecný nástin degradace nukleových kyselin pro puriny.

Rozpad DNA a RNA probíhá v buňce kontinuálně. Purinové a pyrimidinové nukleosidy mohou být buď degradovány na odpadní produkty a vylučovány nebo mohou být zachráněny jako nukleotidové složky.

### Pyrimidinový katabolismus
Cytosin a uracil se převádějí na beta-alanin a později na malonyl-CoA, který je mimo jiné potřebný pro syntézu mastných kyselin. Tymín se převádí na kyselinu β-aminoizomáselnou, která se pak použije za vzniku methylmalonyl-CoA. Zbývající uhlíkové kostry, jako jsou acetyl-CoA a Succinyl-CoA, pak mohou být oxidovány citrátovým cyklem. Pyrimidinová degradace nakonec končí tvorbou amoniaku, vody a oxidu uhličitého. Amoniak se pak může dostat do cyklu močoviny, který se vyskytuje v cytosolu a mitochondriích buněk.
Pyrimidinové báze mohou být také uloženy. Například uracilová báze může být kombinována s ribos-1-fosfátem za vzniku monofosfátu uridinu nebo UMP. Podobnou reakci lze dosáhnout také s tymínem a deoxyribóz-1-fosfátem.
Nedostatky enzymů zapojených do pyrimidinového katabolismu mohou vést k onemocněním, jako je nedostatek dihydropyrimidindehydrogenázy, který má negativní neurologické účinky.

### Purinový katabolismus
Purinová degradace probíhá převážně v játrech a vyžaduje sadu enzymů k degradaci purinů na kyselinu močovou. Za prvé, nukleotid ztratí svůj fosfát skrze 5'-nukleotidázu. Nukleosid adenosin, se pak deaminuje a hydrolyzuje za vzniku hypoxanthinu adenosin-deaminázou a nukleosidázou. Hypoxanthin se následně oxiduje za vzniku xanthinu a pak kyseliny močové působením xanthinoxidázy. Jiný purinový nukleosid, guanosin, se štěpí za vzniku guaninu. Guanin se pak deaminuje pomocí guanin-deaminázy za vzniku xanthinu, který se pak převede na kyselinu močovou. Kyslík je konečným akceptorem elektronů při degradaci obou purinů. Kyselina močová se pak vylučuje z těla v různých formách v závislosti na druhu živočicha.
Volné purinové a pyrimidinové báze, které jsou uvolňovány do buňky, jsou typicky transportovány intercelulárně přes membrány a uchovány, aby vytvořily další nukleotidy pomocí tzv. cesty záchrany nukleotidů. Například adenin + PRPP → AMP + PPi. Tato reakce vyžaduje enzym adenin-fosforibosyltransferázu. Volný guanin je uchován stejným způsobem, jen vyžaduje hypoxanthin-guanin fosforibosyltransferázu.
Poruchy purinového katabolismu mohou vést k řadě onemocnění včetně dny, kterou způsobuje akumulace krystalů kyseliny močové v různých kloubech a nedostatku adenosin-deaminázy, což způsobuje imunodeficienci.

## Konverze nukleotidů
Jakmile jsou nukleotidy syntetizovány, mohou mezi sebou vyměňovat fosfáty za účelem vytvoření mono-, di- a trifosfátových molekul. Konverze nukleosid-difosfátu (NDP) na nukleosid-trifosfát (NTP) je katalyzována nukleosid-difosfát kinázou, která využívá ATP jako donoru fosfátů. Podobně nukleosid-monofosfát kinasa provádí fosforylaci monohydrátu monohydrátu. Adenylát kináza je specifická nukleosid-monofosfátová kináza, která funguje pouze na adenosinmonofosfátu.

## Příbuzná témata
- Metabolismus sacharidů
- DNA
- Nukleová kyselina
- Proteinový metabolismus
- RNA